# Shikokuchūō
Shikokuchūō (jap. 四国中央市 Shikokuchūō-shi) – miasto w Japonii, na wyspie Sikoku, w prefekturze Ehime.

## Położenie
Miasto leży we wschodniej części prefektury nad Morzem Wewnętrznym. Graniczy z miastami:
- Niihama
- Kan'onji w prefekturze Kagawa
- Fukuyama oraz Onomichi w prefekturze Hiroszima
- Kasaoka w prefekturze Okayama
- Miyoshi w prefekturze Tokushima

## Historia
Miasto otrzymało prawa miejskie 1 kwietnia 2004 roku przez połączenie miast Kawanoe i Iyomishima, miasteczka Doi oraz wsi Shingū. Na terenie miasta znajduje się zamek Kawanoe.

## Populacja
Zmiany w populacji Shikokuchūō w latach 1970–2015:
| Rok  | Populacja |
| ---- | --------- |
| 1970 | 92 663    |
| 1975 | 93 563    |
| 1980 | 95 168    |
| 1985 | 97 005    |
| 1990 | 97 215    |
| 1995 | 95 658    |
| 2000 | 94 326    |
| 2005 | 92 854    |
| 2010 | 90 187    |
| 2015 | 87 467    |

## Miasta partnerskie
- Chiny: Xuangcheng